# Las Grutas (Buenos Aires)

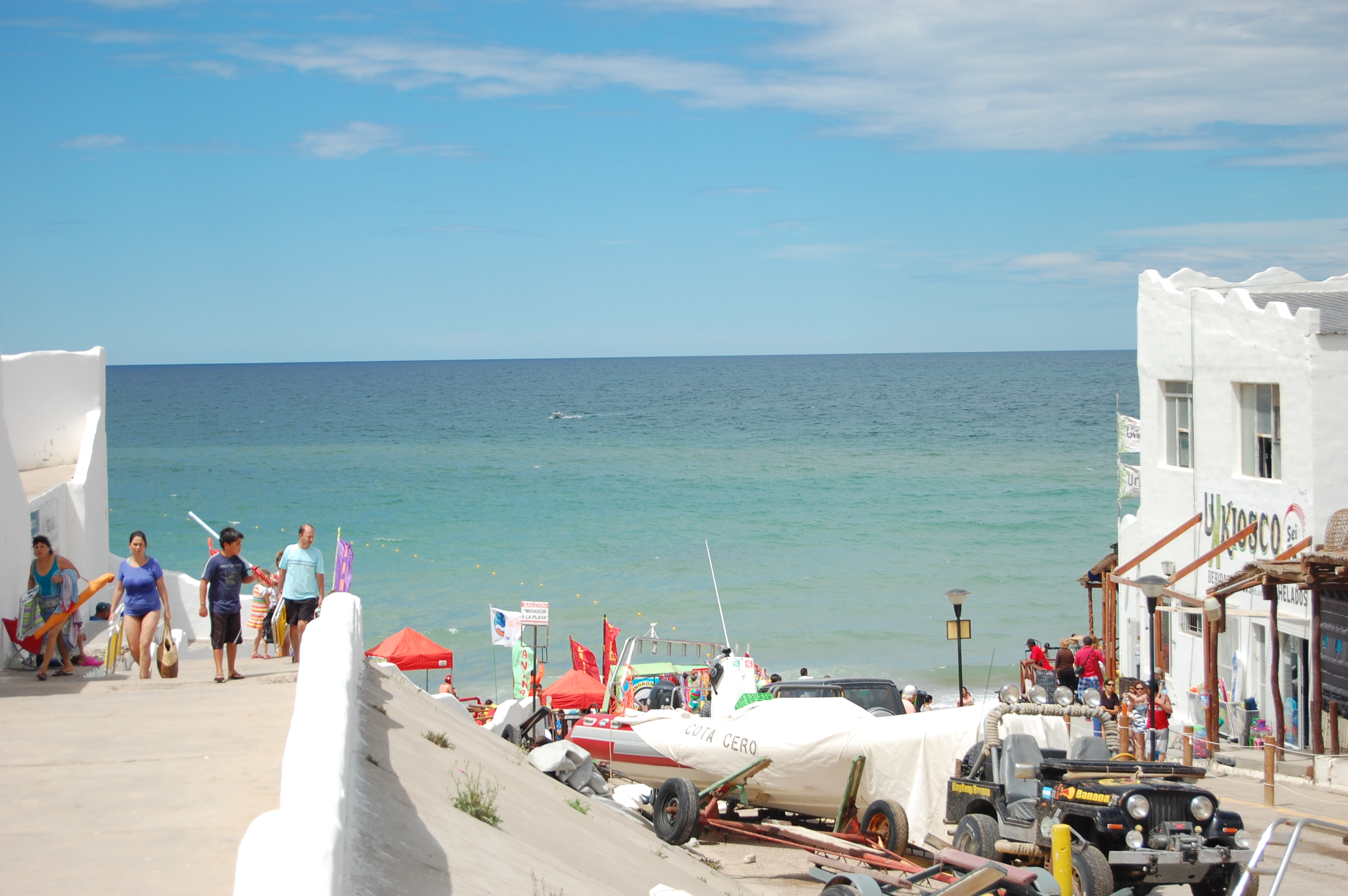
Playa en Las Grutas

Las Grutas es un paraje bonaerense del Partido de Necochea, Argentina. Está ubicado unos 10 km al sur de la ciudad de Necochea. Se puede acceder por las avenidas 2, 10 y 98 que nacen en la ciudad de Necochea. En verano funciona el servicio de la línea de colectivos 515, la cual conecta el paraje con la playa de Necochea.